# Arthur Drewry
Arthur Drewry (3 maart 1891 - 25 maart 1961) was de vijfde voorzitter van de FIFA. Drewry was zakenman in de visverwerkende industrie in zijn woonplaats Grimsby. Na de Eerste Wereldoorlog trouwde hij met de dochter van de voorzitter van Grimsby Town FC. Hij zou later zijn schoonvader in deze functie opvolgen. 
Van 1949 tot 1954 was hij voorzitter van de Football League en tussen 1955-1961 was hij voorzitter van de FA. Op 9 juni 1956 werd hij de opvolger van wijlen Rodolphe William Seeldrayers als FIFA-voorzitter. Drewry stierf in 1961 kort na zijn 70ste verjaardag. Hij werd als voorzitter van de FIFA opgevolgd door Stanley Rous.
Robert Guérin (1904–1906) · 
Daniel Burley Woolfall (1906–1918) · 
Jules Rimet (1921–1954) · 
Rodolphe William Seeldrayers (1954–1955) · 
Arthur Drewry (1955–1961) · 
Sir Stanley Rous (1961–1974) · 
João Havelange (1974–1998) · 
Sepp Blatter (1998–2015) · 
Issa Hayatou (2015–2016) · 
Gianni Infantino (2016–heden)